# Peter Jan Margry
Petrus Johannes Joseph (Peter Jan) Margry (Breda, 6 april 1956), lid van de familie Margry, is een Nederlands historicus, was van 1987-1993 archiefinspecteur en is sindsdien als etnoloog verbonden aan het Meertens Instituut en aan de Universiteit van Amsterdam.

## Loopbaan
Margry studeerde geschiedenis in Amsterdam (UvA). Hij promoveerde in 2000 aan de Universiteit van Tilburg op een studie over katholieke rituelen en de politieke strijd tussen protestanten en rooms-katholieken daarover in de 19e eeuw. Hij doet onderzoek naar religieuze cultuur, rituelen, cultureel geheugen en (immaterieel) cultureel erfgoed. Een speciaal aandachtsgebied is populaire religiositeit, met name pelgrimage en bedevaartcultuur, waarover hij diverse boeken publiceerde, waaronder een vierdelig lexicon over de Nederland bedevaartcultuur, en de Databank Bedevaart en Bedevaartplaatsen in Nederland samenstelde. Dit nationale project zette de aanvankelijk nauwelijks bekende ('verscholen') Nederlandse bedevaartcultuur weer op de kaart en heeft zodoende ook (onbedoeld) bijgedragen aan de revitalisatie van bepaalde heiligdommen en pelgrimsgebruiken in Nederland.
Eerder, als student van de Gerrit Rietveld Academie (fotografie) en student Geschiedenis, legde hij de Noord-Brabantse bedevaartcultuur van het einde van de jaren 1970 in beeld vast.
In de jaren 1990 was hij ook adviseur op het terrein van het cultureel erfgoed (met name archieven) en verrichtte hij voor Buitenlandse Zaken en particuliere organisaties onderzoek naar de situatie in Suriname en voormalig Nederlands Nieuw Guinea. Van 2004 tot 2015 was hij Vice-President van de International Society for Ethnology and Folklore (SIEF); het secretariaat van SIEF, ondergebracht bij het Meertens Instituut, stond toen ook onder zijn leiding; tevens was hij tot 2013 voorzitter van de SIEF Working Group Ethnology of Religion.
Margry publiceerde eveneens over het Meertens-instituut en de naamgever ervan: Piet Meertens, alsmede naar aanleiding van de romancyclus Het Bureau van J.J. Voskuil die aan het instituut gewijd is.
Hij speelde een belangrijke rol in de ontdekking van het ernstige wetenschappelijke wangedrag van de bijzonder hoogleraar  aan de Vrije Universiteit dr. Mart Bax.
In augustus 2013 is hij benoemd tot hoogleraar aan de UvA in de Europese etnologie; deze nieuw ingestelde leerstoel zal hij parttime bezetten. Hij blijft ook werken bij het Meertens instituut. Sinds 2016 is hij er een Meertens-UvA onderzoeksproject gestart naar religieuze en alternatieve geneeswijzen. Daartoe is het onderzoeksplatform RAHRP in het leven geroepen.
Vanaf 2018 was Margry lid van de Commissie Naamgeving Openbare Ruimten (CNOR), de straatnamencommissie van de gemeente Amsterdam, totdat dit bestuurlijk adviesorgaan in 2021 als gevolg van de diversiteitsdiscussie werd opgeheven.
In 2021 bracht Margry met zijn boek Vurige Liefde het zogenaamde geheim van Welberg aan het licht. Het betreft de in 1950, op verzoek van kardinaal Johannes de Jong, door het Heilig Officie te Rome veroordeelde en volledig verdonkeremaande cultus rond de gestigmatiseerde zieneres Janske Gorissen uit het dorp Welberg. Rond haar persoon en haar Jezus- en Mariaverschijningen heen was een buitengewoon succesvolle verering ontstaan. Binnen die cultus lieten veel kerkelijke personen en religieuzen zich door deze lekenvrouw in een onrechtzinnige verhouding geestelijk leiden. ’t Clubke, de besloten kring van Janske's grootste fans, onder wie bisschop Guillaume Lemmens, ging in de adoratie zo ver dat het kritisch oog van Rome werd getrokken. Een liefdesaffaire tussen pastoor en zieneres en intimiteiten met de bevriende geestelijken om haar heen deden het bedevaartsoord ten slotte de das om. Alles werd vervolgens doodgezwegen en volledig geheim gehouden, totdat Vurige Liefde verscheen en de langdurige ‘ban' op de hele kwestie werd doorbroken.
Op 24 november 2022 ging Margry aan de UvA met emeritaat en hield daarbij een openbaar afscheidscollege onder de titel Visionaire woorden en werelden: verbeelding in de Etnologie. Sindsdien is hij als gastonderzoeker verbonden aan het Meertens Instituut en de Radboud Universiteit (KDC).